# Benedikta ze Schwarzenbergu
Benedikta ze Schwarzenbergu OSB, původním jménem Marie Aloisie princezna ze Schwarzenbergu (německy Benedikta zu Schwarzenberg; 31. března 1865 Vídeň – 15. února 1943 tamtéž) byla česko-rakouská šlechtična z rodu Schwarzenbergů. Vstoupila do řádu svatého Benedikta a byla 2. abatyší benediktinského kláštera sv. Gabriela na zámku Bertholdstein poblíž Fehringu ve Štýrsku.

## Život
Marie Aloisie princezna ze Schwarzenbergu se narodila ve Vídni jako mladší dcera knížete Adolfa Josefa ze Schwarzenbergu (1832–1914) a jeho manželky Idy Marie z Lichtenštejna (1839–1921).
V mládí vstoupila do nově založeného opatství sv. Gabriela v Praze a 20. srpna 1893 složila slavnostní slib.

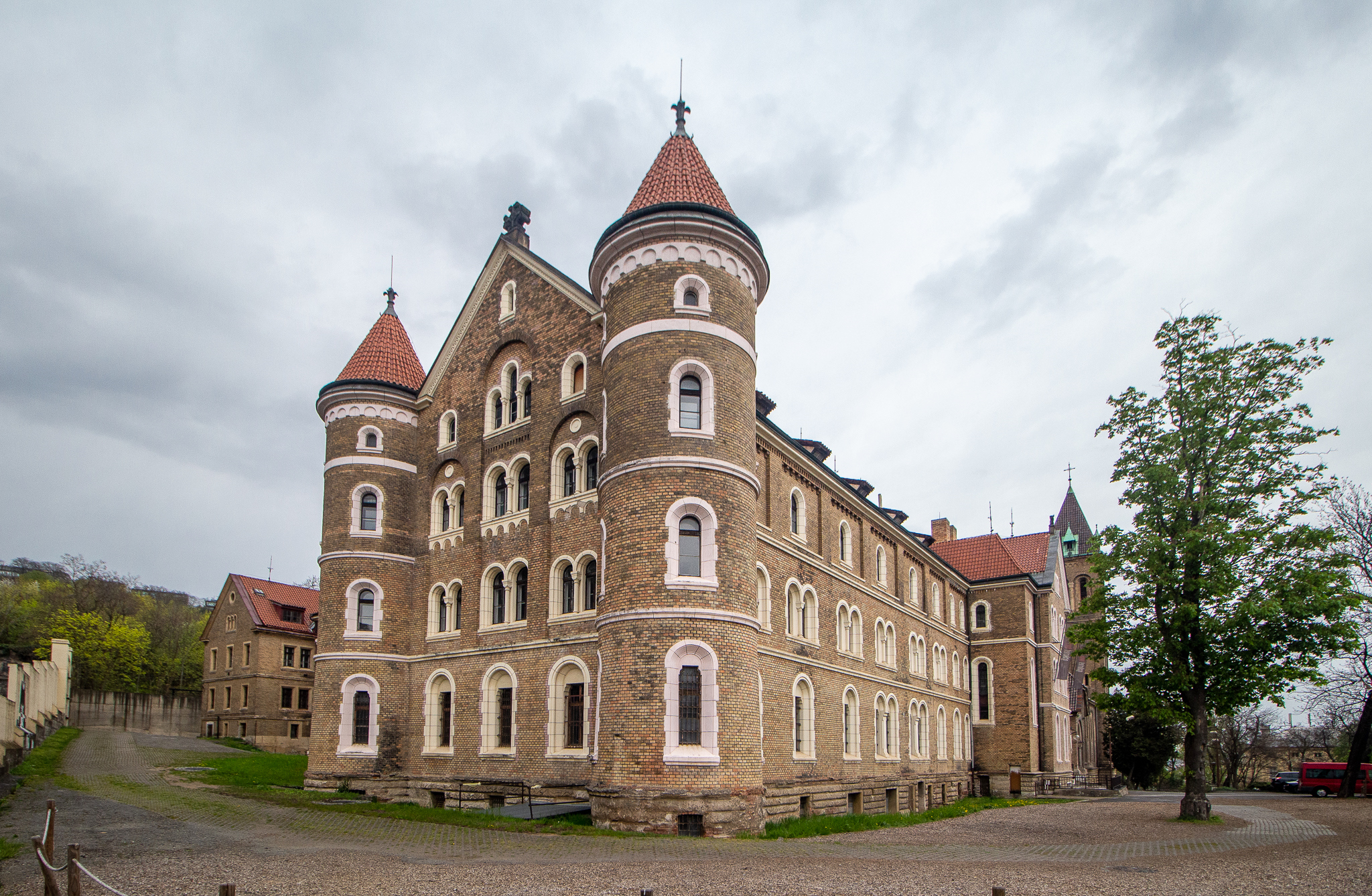
Klášter sv. Gabriela v Praze-Smíchově

Po nuceném odchodu z Prahy po první světové válce v roce 1919 nalezly řádové sestry prostřednictvím Benediktiny matky Idy zámek Bertholdstein ve Štýrsku, kde se mohly usadit. Po smrti zakládající abatyše, paní Adelgundis Berlinghoffové, byla Benedikta ze Schwarzenbergu zvolena její nástupkyní a dne 18. dubna 1922 byla v oratoři nově vzniklého opatství vysvěcena na abatyši sekavským opatem Laurentiem Zellerem.
Na přání bývalé císařovny Zity byla abatyše Benedikta kmotrou nejmladší císařské dcery Alžběty Šarloty.
Za jejího působení byl klášter dostavěn a ambit postaven podle přísných požadavků doby. Během několika desetiletí opatství dosáhlo svého vrcholu v počtu obyvatel, v roce 1936 zde bylo celkem 112 řádových a laických sester. Abatyše Benedikta ze Schwarzenbergu vyslala několik jeptišek, aby podpořily založení opatství St. Erentraud v Bergu-Kellenriedu.
Po připojení Rakouska k nacistickému Německu v roce 1938 byl klášter ohrožen. Opatství bylo násilně rozpuštěno a jeptišky vyhnány. Benediktě ze Schwarzenbergu se podařilo dostat jeptišky a sestry do bezpečí ve 12 různých klášterech a soukromých domech. Ona sama našla útočiště u některých spolusestier v salesiánském klášteře ve Vídni-Landstrasse, nedaleko Schwarzenberského paláce, kde 15. února 1943 zemřela.
Její tělo bylo nejprve pohřbeno v Hietzinském hřbitově a po obnovení kláštera u sv. Gabriela bylo znovu pohřbeno v jejím opatství.
Dne 21. února 1943 byla za předsednictví opata Raphaela Molitora v kapli sv. Jana ve vídeňském Skotském klášteře novou abatyší zvolena a benediktována Marie Rosa Fritschová z Cronenwaldu.